# Ionitreren
Ionitreren (ook wel plasmanitreren genoemd) is een chemische behandeling van het oppervlak van hoogwaardige staallegeringen en roestvast staal om deze te passiveren en te verharden. Dit wordt bijvoorbeeld toegepast bij asdelen die met de kogellagerkogels in contact komen.
Tijdens het ionitreren wordt een hoogspanningsontlading gecreëerd, er treedt daarbij een chemische reactie op tussen het oppervlak en een reactief nitreergas. Het te behandelen metaal fungeert als kathode. De gassen ioniseren en er ontstaat een plasma van stikstofionen die het oppervlak bombarderen. De stikstofionen vormen nitriden met de legeringselementen en verspreiden zich in het onderdeel. Het resultaat zijn schone en verharde oppervlaktes.